# Route territoriale 12
Pour les articles homonymes, voir T12, RT12 et Route 12.
La route territoriale 12, ou RT 12, est une route territoriale française au sud-ouest de Bastia depuis Automne 2014, créée dans le cadre du schéma directeur des routes territoriales de Corse 2011-2021.
La RT 12 fut précédemment numérotée RN 195 sans aucun lien avec l'ancienne Route nationale 195 devenue RD 84 entre Sagone et Évisa.